# الطريق الوطنية رقم 16 (المغرب)

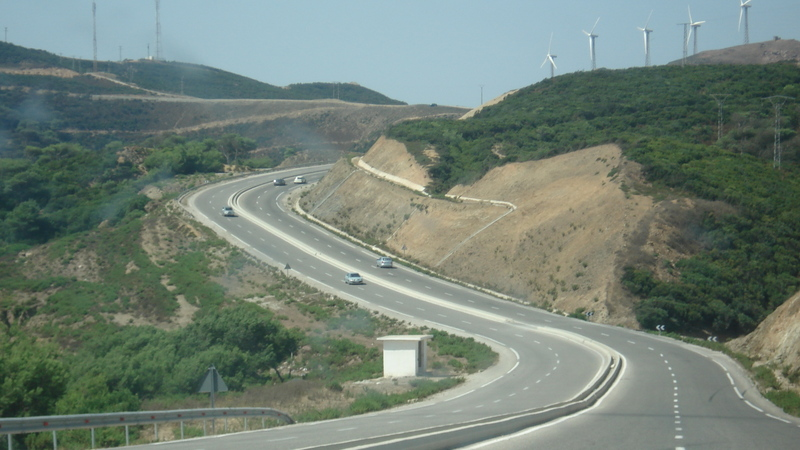
الطريق بين الفنيدق والقصر الصغير

الطريق الوطنية رقم 16 هي طريق وطنية تربط بين طنجة والسعيدية، ويبلغ طولها الإجمالي 506 كلم. وهي تُسمى أيضاً باسم الطريق الساحلية المتوسطية. وتربط هذه الطريق بين أزيد من 200 كلم من الشواطئ والخلجان والمواقع السياحية٬ المتوسطية، خاصة خليج طنجة، القصر الصغير، بونتا ثيريس، ريستينكة، المضيق، الرأس الأسود، مرتيل، واد لاو، تارغة، بوحمد، جنان النيش، الجبهة، كالا إيريس، تازغين، بحار سيدي ادريس، أركمان، رأس كبدانة، والسعيدية.

## الطرق السريعة
تتوفر الطريق الوطنية رقم 16 على طريق سريع (2×2) يربط بين تطوان والقصر الصغير بطول 62 كلم.